# アクティブ・レーダー・ホーミング
アクティブ・レーダー・ホーミング（英語: Active radar homing, ARH）は、ミサイル本体が目標に電波（レーダー波）を照射することでホーミング誘導を行う方式。

## 原理
レーダーを用いたホーミング誘導のうち、送信機・受信機ともにミサイルに搭載して、ミサイルから目標に信号を照射してその反射信号を追いかける方式を指す。ホーミング誘導であることから、飛翔経路としては比例航法 (Proportional navigation) が基本となる。また目標が大きく機動する場合には、目標の機動情報を用いて、より少ない飛翔経路変更で命中させることができる増強型比例航法という方式もある。
目標に対して発射されたレーダー波の反射エネルギーを利用してホーミング誘導を行うという点ではセミアクティブ・レーダー・ホーミング（SARH）と共通するが、セミアクティブ方式では送信機は航空機や地上に設置されるために形状・重量に余裕が取れて大きな出力が得られるのに対し、アクティブ方式では送信機をミサイルに搭載しなければならないために制約があり、大きな出力を得られないという問題がある。一方で、アクティブ方式では外部からの誘導情報が必要ではないためファイア・アンド・フォーゲットが可能となるという優位点がある。このため、送信機が固体化されて小型軽量化および信頼性の改善が進むと、元来はセミアクティブ方式が用いられていた用途でもアクティブ方式が普及していくことになった。
また電波は赤外線に比べて大気透過率が高く、雲・霧などによる性能の変化が少ない一方、レーダーでは全てのエネルギーを目標に照射できるほど細いビームを作ることが難しく、受信エネルギーは目標との距離の4乗に反比例して減衰する。このような特性により、ミサイルの直径が小さい場合はパッシブの赤外線誘導よりも有効距離が短くなってしまうが、ある程度ミサイルの径が大きくなるとレーダー波の送信機を大型化でき、また信号処理も高度にできることから、赤外線誘導よりも長い有効距離を得られるようになる。ただしミサイルのシーカーの探知距離は発射母体のレーダーのものよりも短いため、遠距離の目標を射撃する場合には、ARH方式による誘導は終末航程のみとして、中途航程には他の誘導方式を併用して時系列的な複合誘導方式とする場合が多い。